# Acidente do Piper PA-24 prefixo PT-DKA em 2024
O acidente do Piper PA-24 prefixo PT-DKA em 2024 ocorreu no dia 25 de janeiro de 2024, quando o Piper PA-24 Comanche caiu numa região de mata entre Rio Grande da Serra e Ribeirão Pires, na Grande São Paulo. Duas pessoas morreram.

## Acidente
A aeronave era um Piper PA-24-260 Comanche C  prefixo PT-DKA, fabricada em 1970. Decolou do Aeroporto Campo de Marte às 9h45 de 25 de janeiro de 2024 com destino a Presidente Venceslau, quando houve um desvio repentino. A queda foi registrada por volta de 10h na rua Teresinha Arnone Castelucia, de Rio Grande da Serra, próximo a Ribeirão Pires. Uma moradora do bairro Barro Branco disse que chovia muito e a visibilidade era muito ruim. Os bombeiros foram acionados às 10h07. O avião caiu em área de mata, de difícil acesso. O Corpo de Bombeiros confirmou duas mortes.
Equipes dos bombeiros e do helicóptero Águia da Polícia Militar foram mobilizadas. Conforme informações da Agência Nacional de Aviação Civil (Anac) o avião não possuía autorização para táxi aéreo, mas sua condição de aeronavegabilidade estava regular. A Força Aérea Brasileira (FAB) comunicou que investigadores do SERIPA IV em São Paulo e o órgão regional do CENIPA foram chamados para realizar a primeira análise do incidente. A Prefeitura de Rio Grande da Serra comunicou que a Guarda Civil, Defesa Civil, Corpo de Bombeiros e Samu foram chamados para prestar assistência. Da mesma forma, a Prefeitura de Ribeirão Pires divulgou que foi acionada para responder à ocorrência.

## Vítimas
No avião estavam Benedito Aparecido da Silva, conhecido como Bene Danita, empresário e piloto do avião, e o advogado Ricardo Falarini. Os dois iam a uma pescaria em Presidente Venceslau.